# Финский добровольческий батальон войск СС
Финский добровольческий батальон войск СС (нем. Finnisches Freiwilligen-Bataillon der Waffen-SS, фин. Suomalainen Waffen-SS-vapaaehtoispataljoona, швед. Finländska frivilligbataljonen i Waffen-SS), также известный как Финский добровольческий моторизованный батальон СС «Нордост» (нем. Finnisches SS-Freiwilligen-Bataillon (mot.) «Nordost») или также Финский легион СС (нем. Finnische SS-Legion) — добровольческое военное формирование войск СС времён Второй мировой войны, состоявшее из финских добровольцев.

## История

### Рождение идеи
Идея о создании иностранных формирований СС принадлежит Генриху Гиммлеру, который собирался подготовить войска СС и вермахт к войне с большевизмом. Одним из вариантов было привлечение финнов, которые жаждали реванша за поражение в Зимней войне с Советским союзом. Первым шагом на пути к привлечению солдат Финляндии в боевые действия стало создание 5-й танковой дивизии «Викинг», известной как «5-я северная дивизия СС». Она укомплектовывалась добровольцами из Голландии, Дании и Норвегии, фактически разделялась на три гренадерских полка: «Германия», «Вестланд» и «Нордланд».
В декабре 1940 года руководство СС начало переговоры с Финляндией о заключении военного союза и просьбе о привлечении финских добровольцев в армию Рейха. Поводом в пользу создания финских отрядов служил опыт Первой мировой войны: некоторые жители Великого княжества Финляндского в ходе ПМВ вступили в 27-й егерский батальон армии Кайзера Вильгельма и воевали против Российской империи. Финское правительство согласилось на предложение, желая доказать лояльность Германии. Специально был сформирован учебный батальон под названием «Батальон пешек» (фин. Panttipataljoona). Министерство иностранных дел Финляндии поручило проводить подготовку добровольцев в строжайшей секретности министру тайной полиции Эско Риекки.

### Набор добровольцев
Новобранцы подчинялись общим требованиям войск СС, которые в то время оставались относительно строгими. Немецкие врачи осматривают кандидатов. Эсэсовец должен быть в возрасте от 17 до 25 лет. Он должен был быть неженатым, ростом более 170 см и иметь «арийское» происхождение. Несмотря на возрастные ограничения, самому молодому из новобранцев было 15 лет. Многие молодые люди уехали с поддельным штампом о разрешении, хотя разрешение должно было быть подписано их родителями, а неарийское происхождение, соответствующее требованиям СС, оставалось неизученным. Тойво Ваарамо (урожденный Варзабу), еврей, чей отец был польским евреем, который поселился в Финляндии, сумел попасть в финский батальон СС и в качестве офицера.
Всего было получено около 1900 заявок, около трети поступило от рекрутеров, назначенных Риеком, а остальные — от волонтеров. Люди Вальпо устранили неподходящих кандидатов в Ратасе. Немцы надеялись, что около двух третей финских добровольцев будут идеологическими национал-социалистами, как это было в случае с аналогичными добровольческими отрядами, набранными из Нидерландов и Норвегии. Кроме того, приветствовалось много финских шведов, считавшихся самыми чистыми в расовом отношении. В отличие от финнов, шведов определяли как арийский германский народ.
Из всех добровольцев 400 человек участвовали в войне с СССР, а также были приписаны к дивизии СС «Викинг». В финской литературе они были названы «дивизией мужчин», что подчёркивало важность их предназначения. Они также прошли подготовку в полках «Нордланд» и «Вестланд». Ещё 800 человек прошли подготовку в Бад-Тёльце. Офицерами были исключительно немцы.

### Участие в боях на Восточном фронте
Официально батальон был сформирован в мае 1941 года и получил название «Нордост» (Северо-Восток). Председателем Комитета по делам финского батальона был назначен профессор математики Рольф Неванлинна. Обучение батальон прошёл в Вене, затем в июне 1941 года отправился в Штральзунд, а в начале августа прибыл в Гросс-Борн, где его войска встретились с танкистами дивизии СС «Викинг». В январе 1942 года финны прибыли на Восточный фронт и отправились воевать ближе к группе армий «Юг». Согласно приказу прибывшие финны стали сначала четвёртым (нем. IV. Bat. (finn.) / SS-Inf.Rgt. (mot.) «Nordland»), а затем третьим батальоном полка СС «Нордланд» (нем. III. Bat. (finn.) / SS-Inf.Rgt. (mot.) «Nordland»), в то время как сам третий батальон был использован для восполнения потерь дивизии. Они приняли участие в форсировании реки Миус и наступлении на Кавказ. Финны были одними из первых, кто приближался к Грозному и готов был захватить стратегически важные нефтяные запасы СССР, но немцы были отброшены на юге. Батальон понёс следующие потери в количестве: 256 финских добровольцев погибли в боях или умерли от болезней, 686 были ранены, 14 пропали без вести (или попали в плен) .
3 марта 1943 года проект смешанного боевого полка — Немецко-финского полка «Калевала» (нем. Deutsch-Finnisches Regiment «Kalevala»), был одобрен высшим командованием, но от него отказались из-за отсутствия добровольцев. В мае 1943 года оставшееся подразделение — то есть четыре боевые роты, были переданы в состав 6-й добровольческой штурмовой бригады «Лангемарк».

### Роспуск батальона
В мае 1943 года батальон был возвращён в Финляндию и распущен. Число убитых финских добровольцев оценивается в 256 человек, не считая добровольцев, которые продолжали служить в Войсках СС после 1943 года. Оставшиеся в живых покинули фронт в мае 1943 года и отправились в Ауэрбах и Графенвёр (Бавария), где был реорганизован полк СС «Нордланд». Церемония прощания с Финским добровольческим батальоном состоялась 23 мая 1943 года в Рупольдинге. 1 июня 1943 года добровольцы-репатрианты прибыли в Ханко (Финляндия) и были заново реинтегрированы в Финскую армию после окончательного расформирования батальона 11 июля 1943 года. Желавшие продолжать служить в войсках СС отправились в 11-ю танково-гренадерскую дивизию СС «Нордланд» или в отряд военных корреспондентов СС «Курт Эггерс». Попытка в сентябре 1944 года воссоздать батальон по личному приказу Гитлера частично провалилась: финны вышли из войны с СССР и при поддержке Красной армии начали освобождать Лапландию от немецких войск.
Однако, некоторые из ветеранов Войск СС перешли на сторону немцев после Московского перемирия и начала открытой войны между Финляндией и Германией. Помимо тех, кто служил в СС, к новому формируемому финскому батальону присоединились и некоторые финские офицеры, не имеющие опыта службы в СС. Самым высокопоставленным перебежчиком был капитан Петри Райлио (фин. Petri Railio), получивший звание гауптштурмфюрера СС. Большинство из тех, кто дезертировал, либо перешли линию фронта на другую сторону, либо скрылись на последних немецких кораблях, покинувших Финляндию. Гауптштурмфюрер СС Лаури Тёрни и лейтенант Яло Корпела (фин. Jalo Korpela) были доставлены в Германию на немецкой подводной лодке. Войска СС организовали подготовку офицерских кадров для финнов, перебежавших в Германию (в Юнкерской школе СС в Бад-Тёльце) или в оккупированную немцами Норвегию. Зондеркоманда Норд организовала курсы по обучению шпионажу, среди других мест, в Херингсдорфе на побережье Померании. В составе охотничьего полка (нем. Jagdregiment) штурмбаннфюрера СС Отто Скорцени в Нойштрелице был сформирован отряд финских эсэсовцев. С помощью своих помощников, в том числе оберштурмфюрера СС Антти Аалтонена (фин. Antti Aaltonen) и Георга Х. Хайена (нем. Georg H. Hayen), гауптштурмфюреру СС Йоуко Итяля удалось завербовать достаточное количество перебежчиков, военнопленных и интернированных моряков, чтобы сформировать финскую роту СС. Численность финской роты СС, в разных источниках, варьируется от 68 до 250 финских добровольцев. По оценкам финского историка Олли Койккалайнена (фин. Olli Koikkalainen), в период с сентября 1944 по май 1945 годов, в рамках Войны-продолжения и Лапландской войны в боях было убито 113 финских эсэсовцев. По словам доцента Ларса Вестерлунда (фин. Lars Westerlund), многими финнами двигала вера в то, что Финляндия находится на грани разрушения: «Если нам придется воевать, то лучше всего сражаться до конца». Рота была расформирована в мае 1945 года.
Хельмер Калас, Клаэс Пурьйо и Микко Лааксонен были известными членами финской роты СС.

### Мнения
Гиммлер высоко оценил боевые качества финского батальона, сказав: «Там, где стоял финский эсэсовец, враг всегда терпел поражение». Более того, финский батальон является одним из тех немногих воинских формирований СС, которым не предъявлялись обвинения в военных преступлениях.

## Командиры
- Ханс Коллани[фин.] (15.06.1941—23.10.1942), Гауптштурмфюрер СС/Штурмбаннфюрер СС (с 20.04.1942)[27];
- Рюдигер Вайцдёрфер (нем. Rüdiger Weitzdörfer) (23.10.1942—29.10.1942), Оберштурмбаннфюрер СС;
- Бернхард Хоффманн (нем. Bernhard Hoffmann) (29.10.1942—30.10.1942), Гауптштурмфюрер СС;
- Карл Хой (нем. Karl Hoy) (30.10.1942—31.10.1942), Гауптштурмфюрер СС;
- Ханс Коллани (нем. Hans Collani) (01.11.1942—11.07.1943), Штурмбаннфюрер СС/Оберштурмбаннфюрер СС (с 20.04.1943).

## Структура батальона[27]

### до 23 мая 1942
- 1-я рота (нем. 1. Kompanie), включала 3 стрелковых взвода, пулемётный взвод и миномётное отделение (два 80-мм миномета);
- 2-я рота (нем. 2. Kompanie), включала 3 стрелковых взвода, пулемётный взвод и миномётное отделение (два 80-мм миномета);
- 3-я рота (нем. 3. Kompanie), включала 3 стрелковых взвода, пулемётный взвод и миномётное отделение (два 80-мм миномета);
- 4-я пулемётная рота (нем. 4. Kompanie (MG)), расформирована 15 мая 1942 года, пулемётные взвода перешли в первые три роты;
- рота тяжёлого вооружения (нем. Kompanie für schwere Waffen), включала в себя сапёрный, противотанковый, пехотный артиллерийский взводы и взвод связи.

### с 23 мая 1942
- 9-я рота (нем. 9. Kompanie III. Bat./«Nordland»/«Wiking»), включала 3 стрелковых взвода, пулемётный взвод и миномётное отделение (два 80-мм миномета);
- 10-я рота (нем. 10. Kompanie III. Bat./«Nordland»/«Wiking»), включала 3 стрелковых взвода, пулемётный взвод и миномётное отделение (два 80-мм миномета);
- 11-я рота (нем. 11. Kompanie III. Bat./«Nordland»/«Wiking»), включала 3 стрелковых взвода, пулемётный взвод и миномётное отделение (два 80-мм миномета);
- 12-я рота (нем. 12. Kompanie III. Bat./«Nordland»/«Wiking»), включала 3 стрелковых взвода, пулемётный взвод и миномётное отделение (два 80-мм миномета);
- рота тяжёлого вооружения (нем. Kompanie für schwere Waffen), включала в себя сапёрный, противотанковый, пехотный артиллерийский взводы и взвод связи.

## Изображения

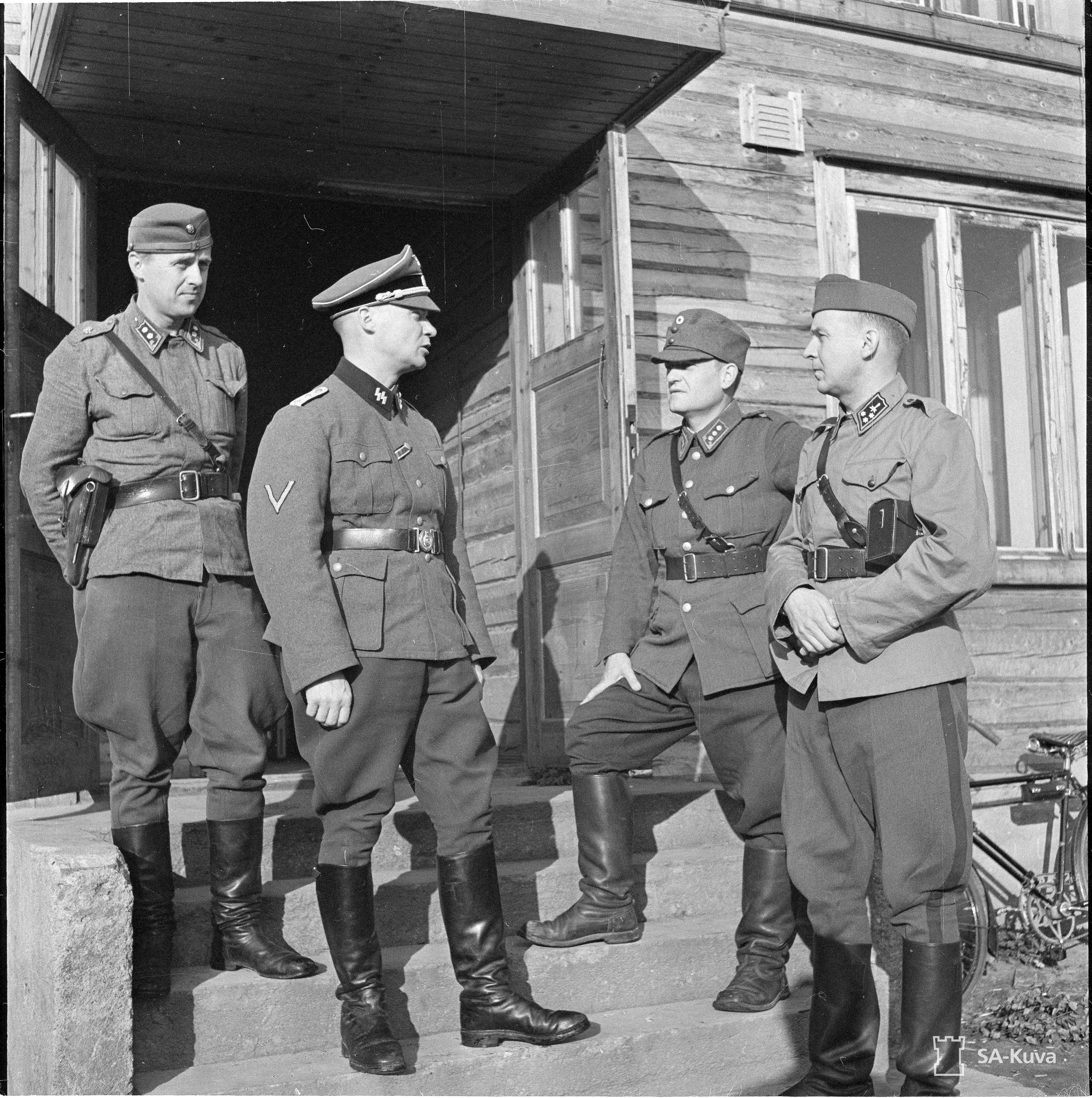
Представитель СС беседует с членами «информационной роты» Финской армии, август 1941 г.
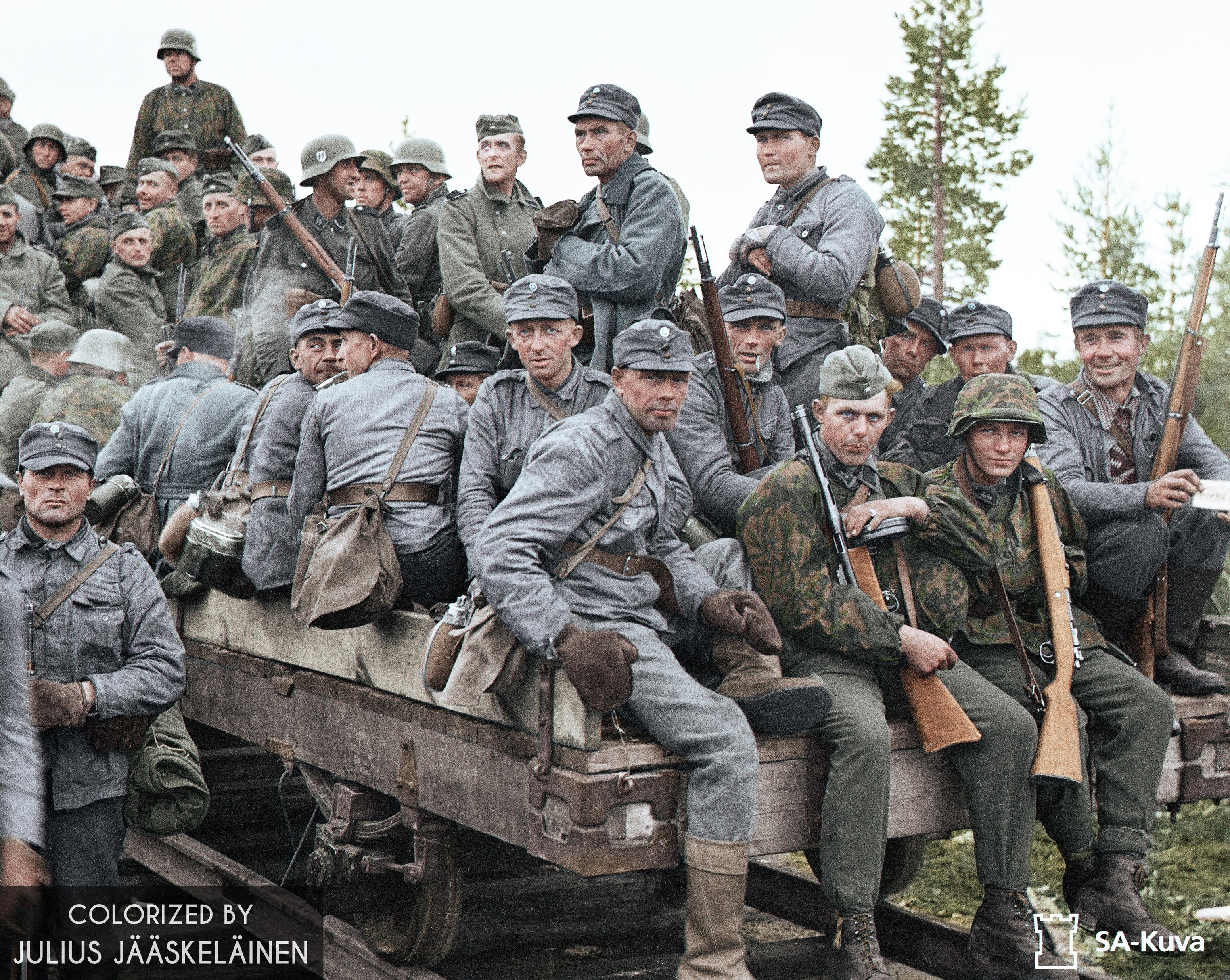
Финские солдаты и немецкие добровольцы Войск СС на железнодорожной телеге в Киестинки (Карелия), 22 августа 1941 г.
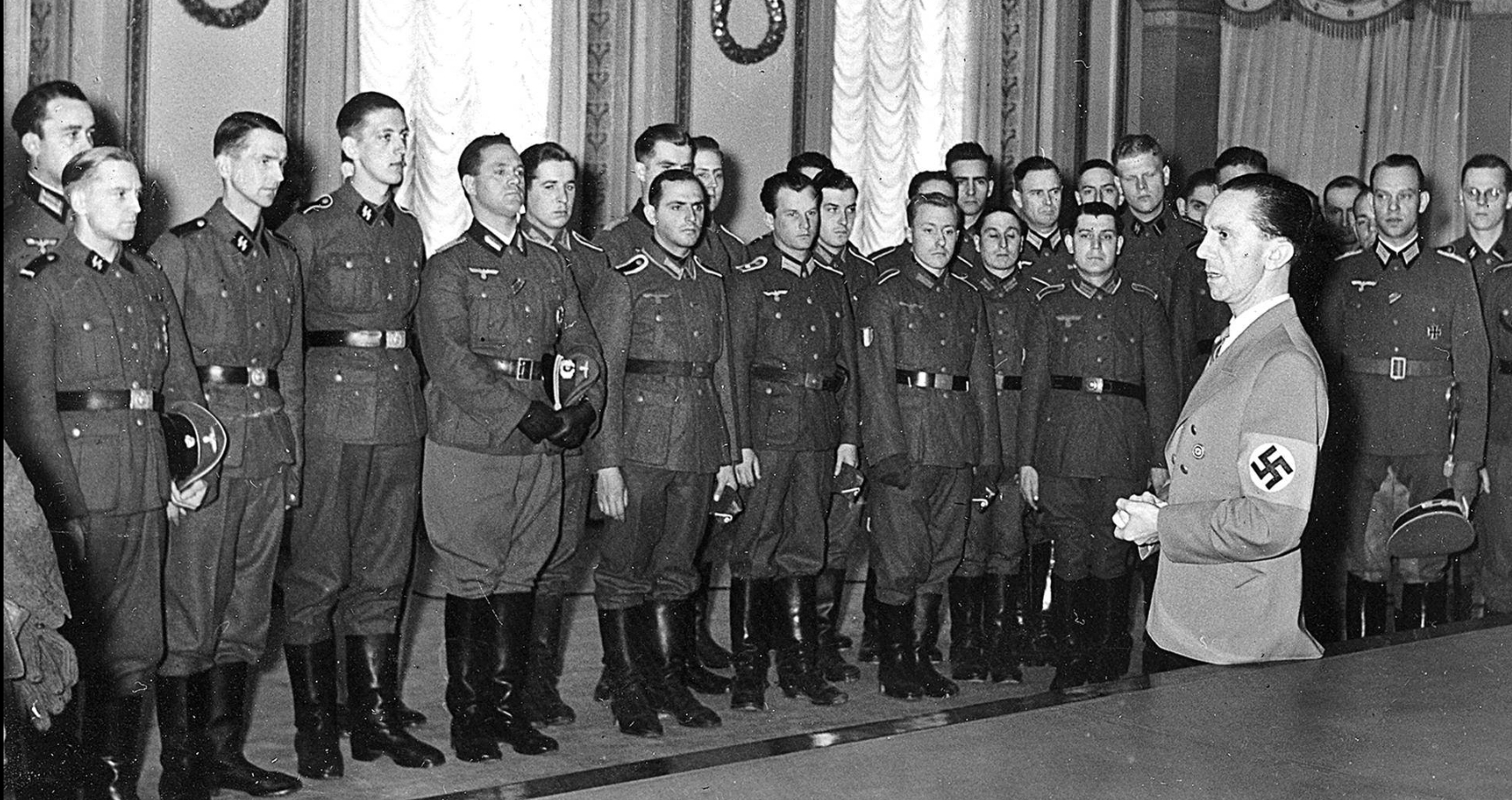
Финские солдаты Ваффен-СС встречаются с доктором Геббельсом в 1942 году.
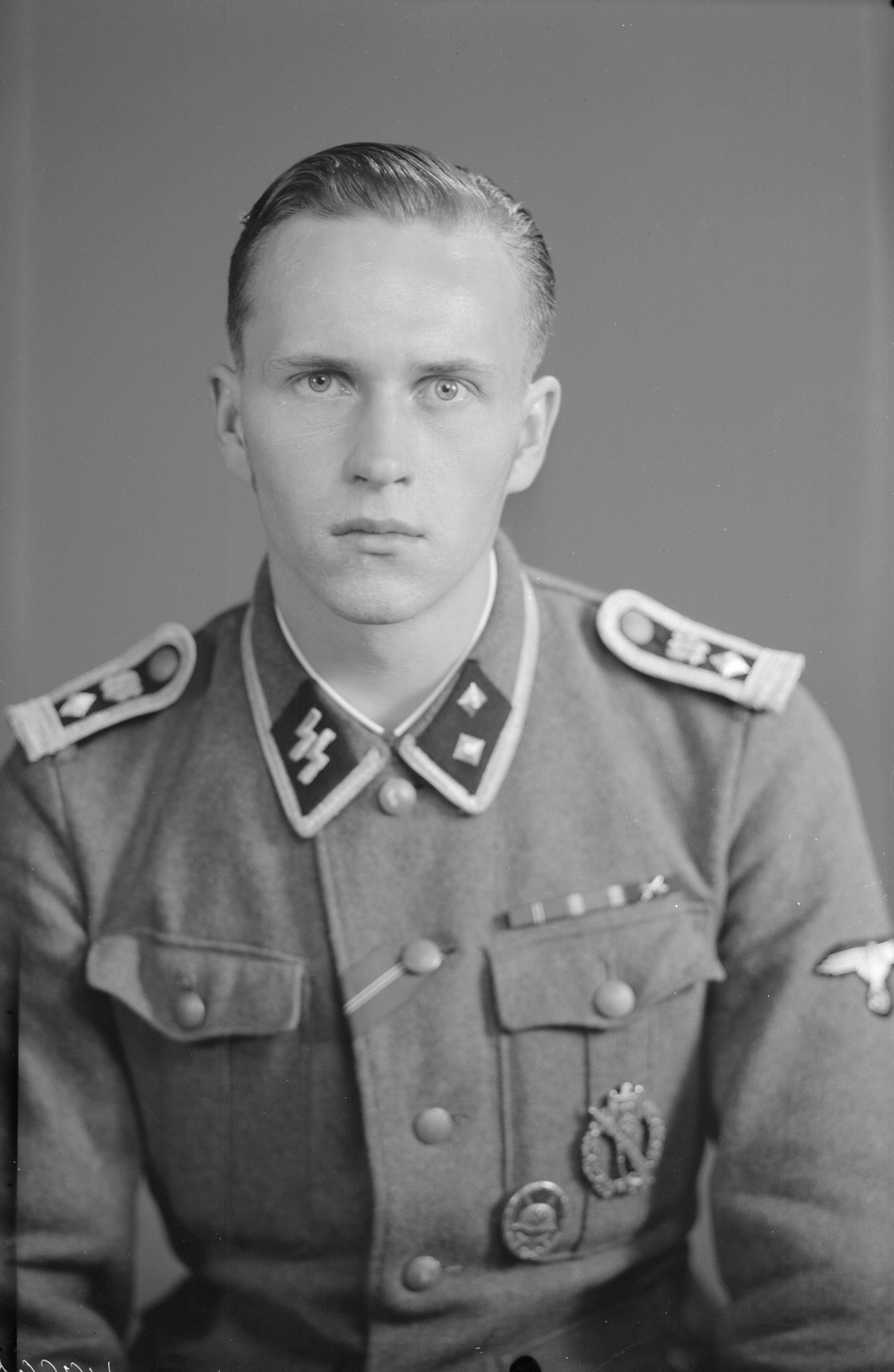
Финский обершарфюрер СС Микко Корпияакко[фин.] служил в 10-й роте полка «Вестланд» дивизии СС «Викинг», 1943 г.
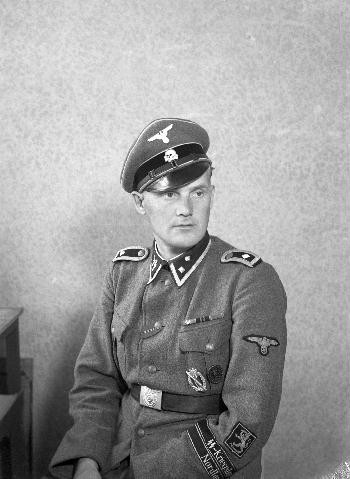
Финский обершарфюрер СС Юкка Тюрккё[фин.], военный писатель, военный корреспондент и бывший финский доброволец Войск СС, 1943 г.
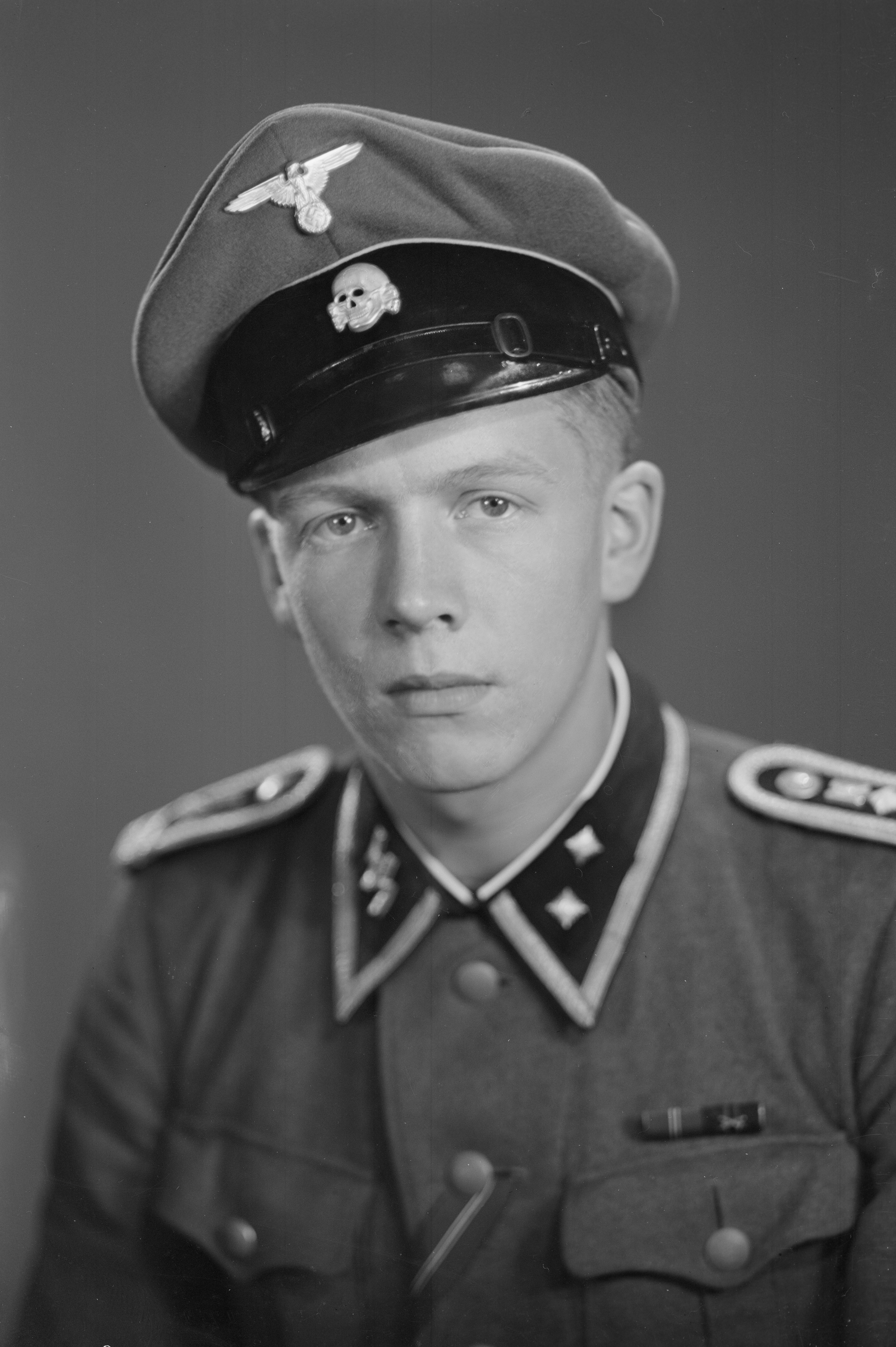
Финский обершарфюрер СС и бывший финский доброволец Войск СС — Райнер Сормунен, 1943 г.
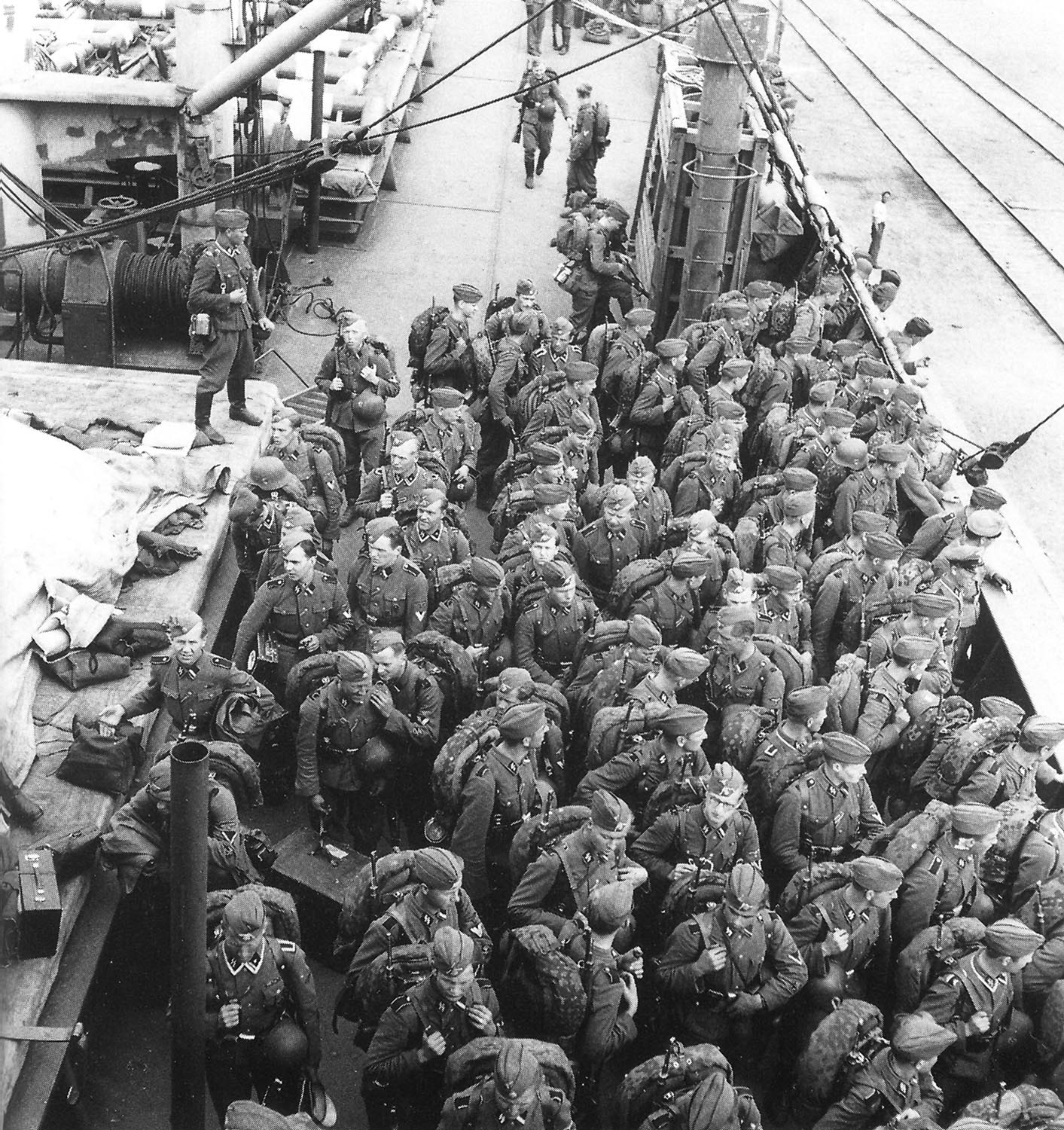
Бойцы Финского добровольческого батальона Войск СС возвращаются домой в Финляндию в 1943 году.
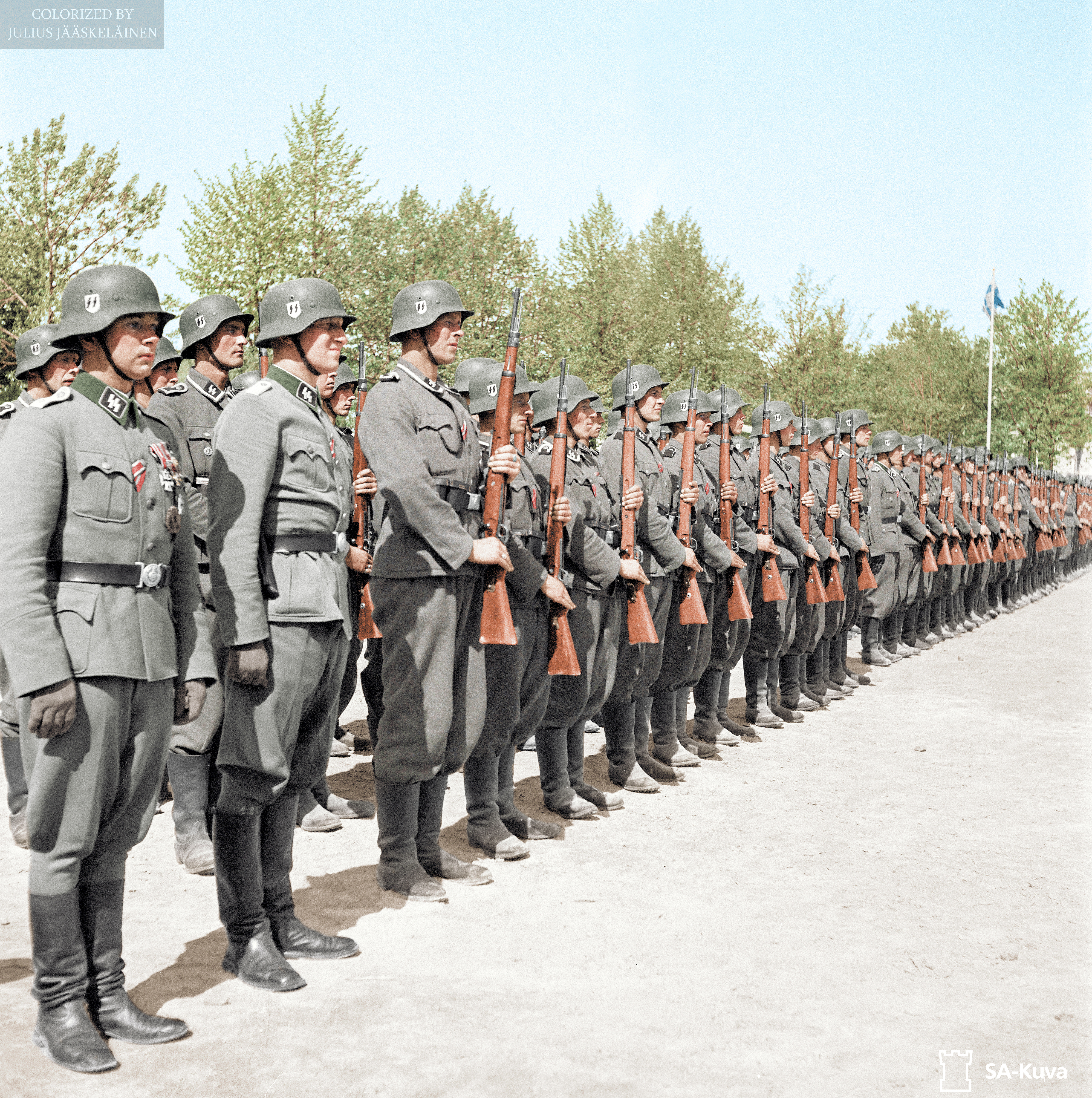
Финские добровольцы Войск СС из 5-й танковой дивизии СС «Викинг» во время парада в Ханко (Финляндия), 1 июня 1943 г.
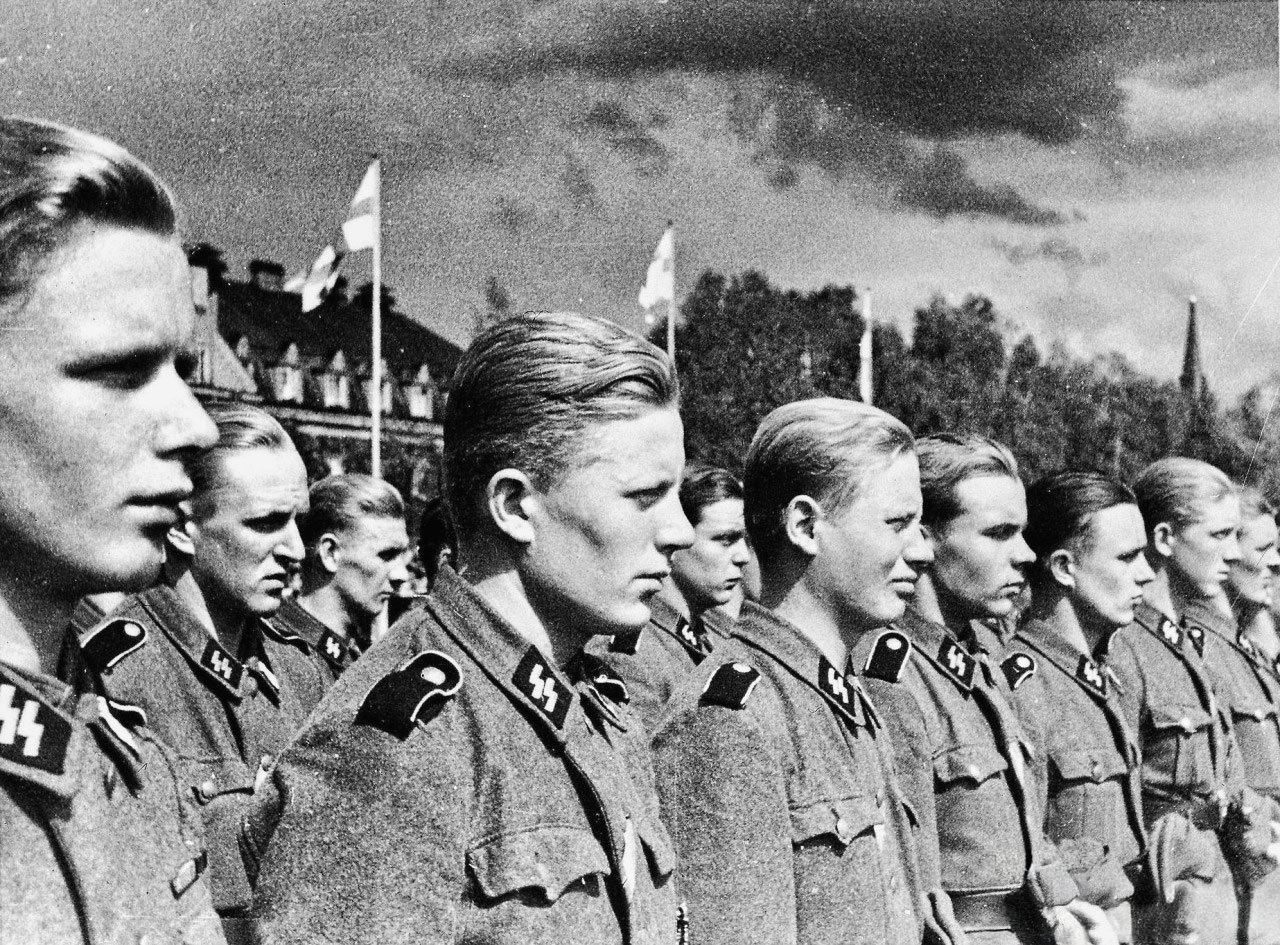
Финские добровольцы в Тампере, 3 июня 1943 г.
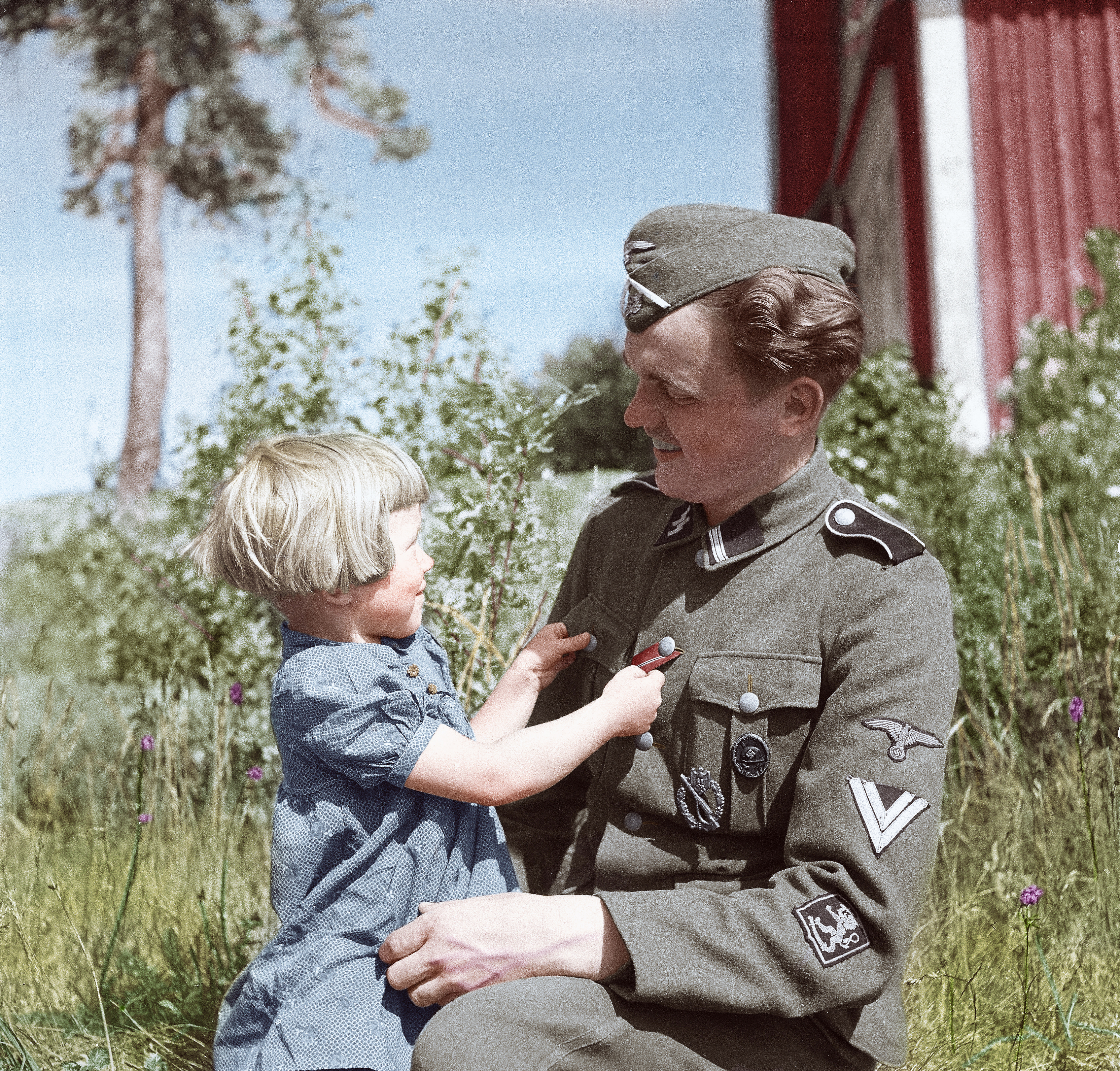
Финский доброволец СС из 5-й танковой дивизии СС «Викинг» разговаривает с маленькой карельской девочкой в деревне Куркийоки, Карельский перешеек, Финляндия (ныне Россия), 10 июня 1943 г.
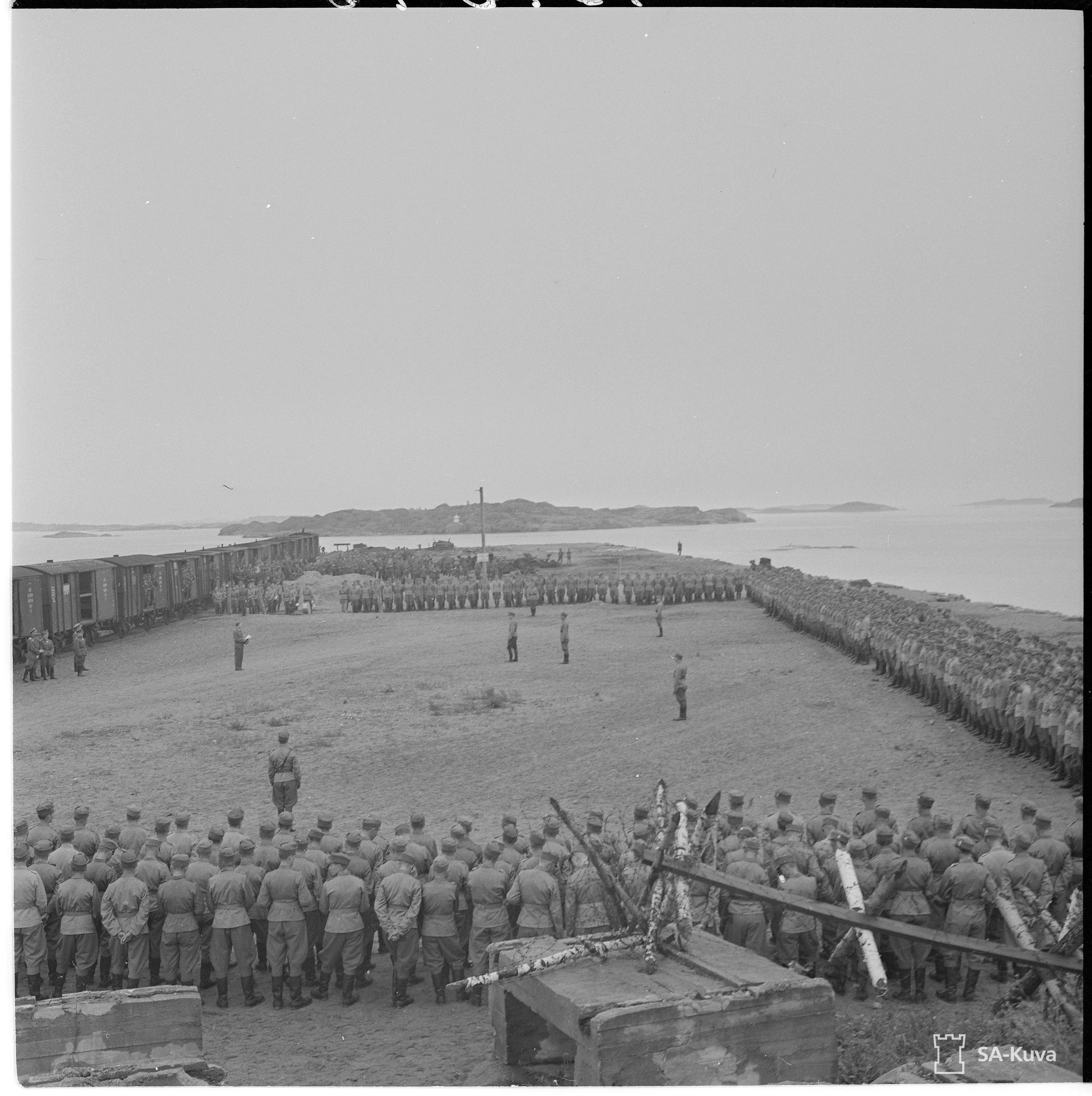
Парад роспуска Финского добровольческого батальона СС «Нордост», 11 июля 1943 г.
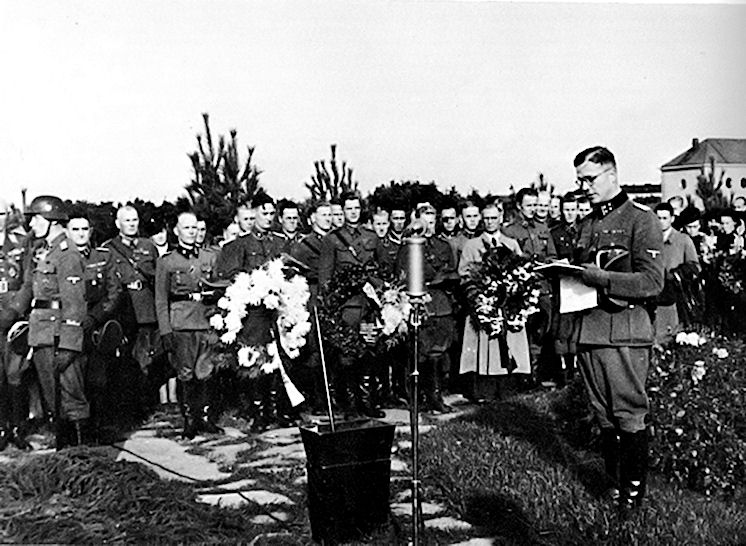
Военный капеллан и финский оберштурмбаннфюрер СС Калерво Куркиала[фин.] произносит памятную речь в память о павших братьях по оружию, на военном кладбище Хиетаниеми в Хельсинки, 1943 г.
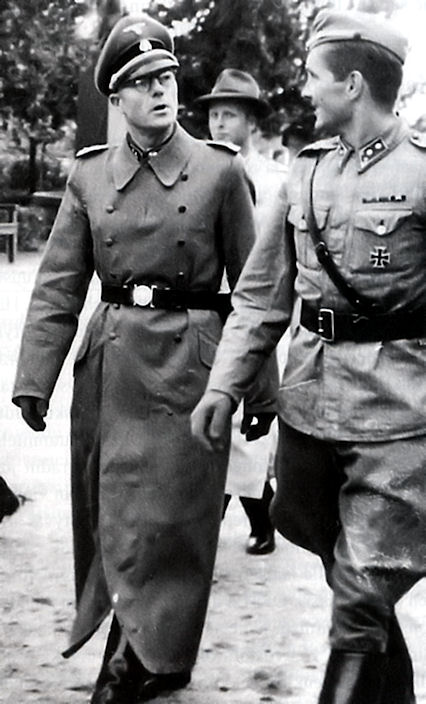
Слева оберштурмбаннфюрер СС Калерво Куркиала, военный капеллан финского батальона СС и рядом с ним лейтенант Похьянлахти, ранее служивший в этом же батальоне. Фотография на военном кладбище Хиетаниеми в Хельсинки, 19 сентября 1943 г.
Коллаж финских эсэсовцев.
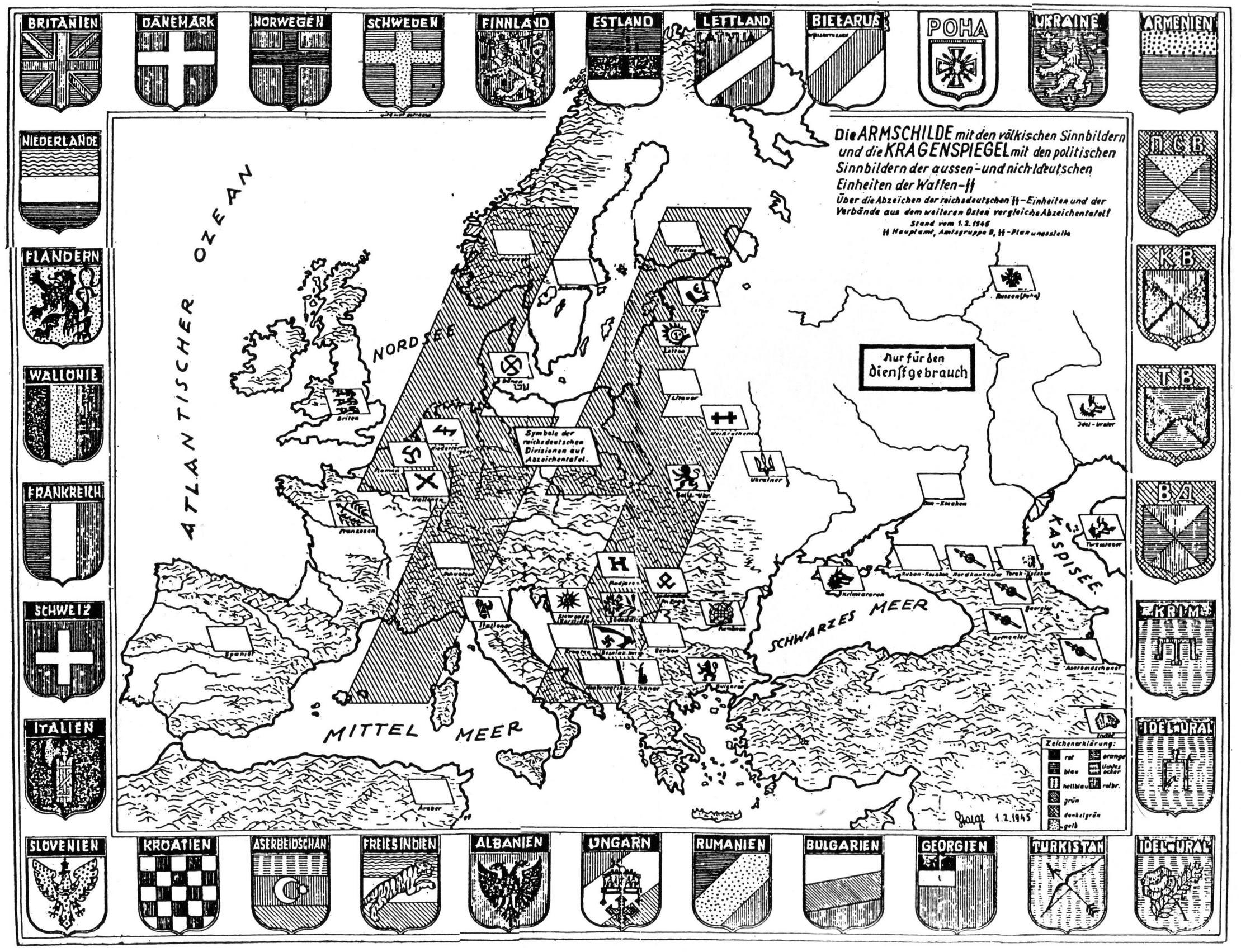
Нарукавные щитки, нашивки на воротниках, значки иностранных и не-германских частей Войск СС на карте, 1 февраля 1945 г.
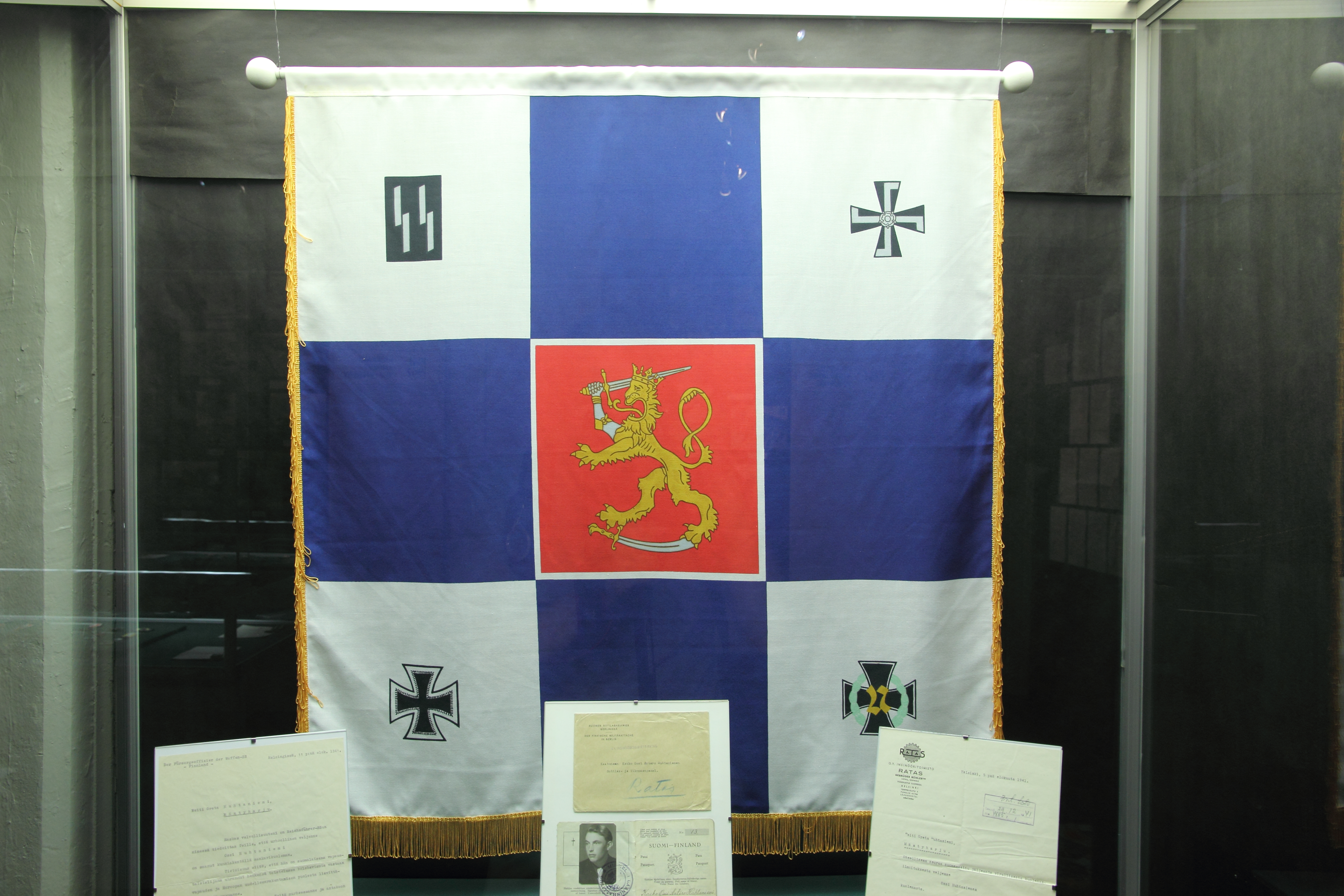
Флаг финского батальона Войск СС. Снято в Пехотном музее в Миккели. 13 июля 2011 г.
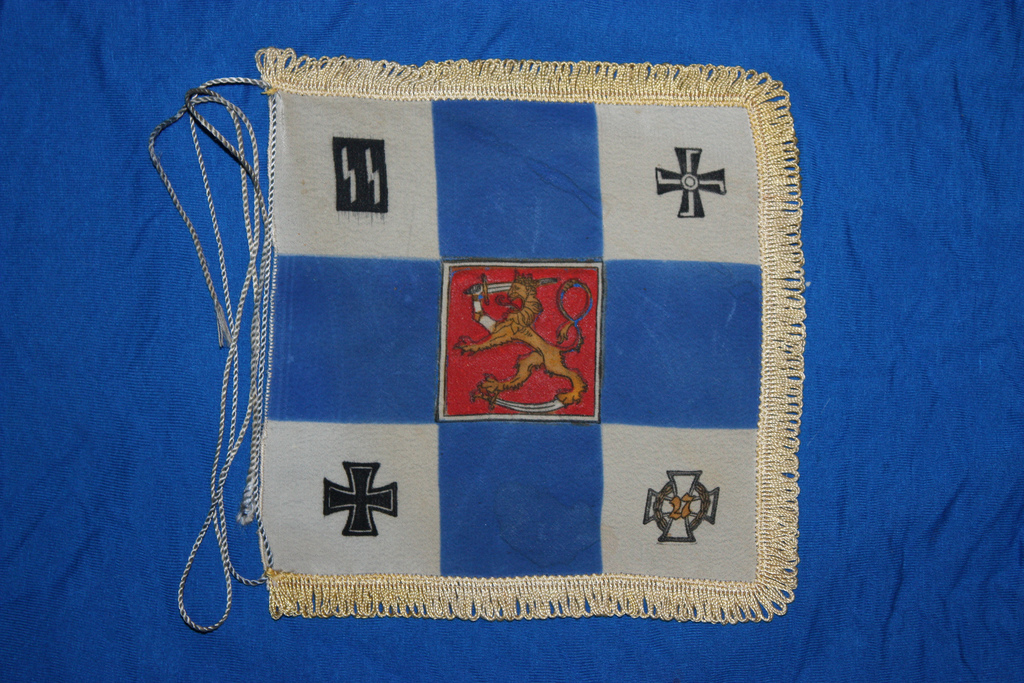
Штандарт финского добровольческого батальона СС.

.